# Goričko
Goričko este o arie protejată (arie specială de conservare — SAC, sit de importanță comunitară — SCI) din Slovenia întinsă pe o suprafață de 44.823,71 ha, integral pe uscat.

## Localizare
Centrul sitului Goričko este situat la coordonatele 46°47′54″N 16°05′47″E / 46.7983°N 16.0965°E.

## Înființare
Situl Goričko a fost declarat sit de importanță comunitară în aprilie 2004 pentru a proteja 1 specie de plante și 24 de specii de animale. Situl a fost protejat și ca arie specială de conservare în februarie 2012.

## Biodiversitate
Situată în ecoregiunea continentală, aria protejată conține 7 habitate naturale: Ape stătătoare oligotrofe până la mezotrofe, cu vegetație de Littorelletea uniflorae și/sau de Isoëto-Nanojuncetea, Pajiști uscate seminaturale și facies de acoperire cu tufișuri pe substraturi calcaroase (Festuco-Brometalia) (* situri importante pentru orhidee), Pajiști cu Molinia pe soluri calcaroase, turboase sau argilos-nămoloase (Molinion caeruleae), Fânețe de joasă altitudine (Alopecurus pratensis, Sanguisorba officinalis), Păduri de fag Luzulo-Fagetum, Păduri aluvionare cu Alnus glutinosa și Fraxinus excelsior (Alno-Padion, Alnion incanae, Salicion albae), Păduri ilirice de stejar și carpen (Erythronio-Carpinion).
La baza desemnării sitului se află mai multe specii protejate:
- plante (1): Eleocharis carniolica
- amfibieni (2): izvoraș-cu-burta-galbenă (Bombina variegata), Triturus carnifex
- mamifere (6): liliac cârn (Barbastella barbastellus), vidră de râu (Lutra lutra), liliac cu aripi lungi (Miniopterus schreibersii), liliac cu urechi mari (Myotis bechsteinii), liliac comun (Myotis myotis), liliacul mic cu potcoavă (Rhinolophus hipposideros)
- nevertebrate (13): fluturele-tigru (Callimorpha quadripunctaria), Carabus variolosus, albilița portocalie (Colias myrmidone), Cordulegaster heros, Cucujus cinnaberinus, fluturele auriu (Euphydryas aurinia), rădașcă (Lucanus cervus), fluturele purpuriu (Lycaena dispar), phengaris nausithous (Maculinea nausithous), Maculinea teleius, Osmoderma eremita, Unio crassus, Vertigo angustior
- pești (3): zvârluga (Cobitis taenia), Eudontomyzon spp., boarță (Rhodeus sericeus amarus)